# Louis Jaley
Pour les articles homonymes, voir Jaley.
Louis Jaley né à La Charité-sur-Loire le 21 mai 1766 et mort à Paris le 4 mars 1840 est un médailleur français.

## Biographie
Louis Jaley suit un apprentissage complet avant de devenir maître graveur et de prendre la suite de son père, lui-même maître-graveur. La Révolution française, qui supprime les corporations, le prive de ses privilèges. Mais Louis Jaley décide de tenter sa chance à Paris où se spécialise dans les médailles commémoratives. Son atelier continue à prospérer. Il forme son fils qui devient ensuite élève de Pierre Cartellier. De nombreuses médailles de Louis Jaley sont conservées au département des monnaies, médailles et antiques de la Bibliothèque nationale de France à Paris.  
Il est inhumé à Paris au cimetière du Père-Lachaise (49e division) au côté de son fils, le sculpteur Jean-Louis Jaley (1802-1866), grand prix de Rome en 1827 et membre de l'Institut.